# Vučja Luka (Stari Grad)
Pour les articles homonymes, voir Vučja Luka.
Vučja Luka (en serbe cyrillique : Вучја Лука) est un village de Bosnie-Herzégovine. Il est situé dans la municipalité de Stari Grad, dans le canton de Sarajevo et dans la fédération de Bosnie-et-Herzégovine. Selon les premiers résultats du recensement bosnien de 2013, il abrite une population inférieure ou égale à 10 habitants.
Avant la guerre de Bosnie-Herzégovine, le village faisait entièrement partie de la municipalité de Stari Grad ; après la guerre, son territoire a été partiellement rattaché à la municipalité d'Istočni Stari Grad nouvellement créée et intégrée à la république serbe de Bosnie.

## Démographie

### Évolution historique de la population dans la localité
| 1948 | 1953 | 1961 | 1971 | 1981 | 1991 | 2013 |
| ---- | ---- | ---- | ---- | ---- | ---- | ---- |
| -    | -    | 419  | 350  | 291  | 205  | ≤ 10 |

|  |